# 丁庄街道
丁庄街道，是中华人民共和国河南省许昌市魏都区下辖的一个乡镇级行政单位。

## 行政区划
丁庄街道下辖以下地区：
丁庄社区、后刘社区、洪山庙社区、洞上社区、北关社区、袁庄社区和天宝社区。